# Colonia Adolfo López Mateos Huitzizilapan
Colonia Adolfo López Mateos Huitzizilapan är ett samhälle i kommunen Lerma i delstaten Mexiko i Mexiko. Samhället hade 2 107 invånare vid folkräkningen år 2020.